# Sebastian Voght
Ulises Sebastian Sardan Voght, är en svensk musikproducent, DJ och programledare i radio och TV. Bolivianskt ursprung, uppvuxen i Norrköping bor i Stockholm. Sebastian Voght har främst hörts på stationerna NRJ, East FM 106,5, Radio Match och The Voice.
Sebastian Voght driver och äger reklambyrå/produktionsbolaget, Mediagurun Stockholm.

## Karriär
Vogt började arbeta för SFR 89,0 i Norrköping år 1992 och fortsatte därefter till East FM som senare bytte namn till Radio Match. 1998 värvades han till NRJs eftermiddagsprogram och blev senare programledare för NRJ Extravadance, den mest populära helgshowen i svensk radio.
Han har producerat sex stycken CD-album (NRJ Extravadance 1–6), som släppts via Stockholm Records och sålts i 100 000 exemplar och nått topp fem på topplistorna.[när?]
År 2004 gick Sebastian Voght över till den nystartade radiokanalen The Voice där han var ankare i The Voice Freakshow som nominerades till Årets Morgonshow av Svenska Radioakademien. 2006 var han programledare för eftermiddagssändningarna på The Voice samt vikarie i det TV-sända programmet Vakna med The Voice på Kanal 5. Voght producerade och ledde programmet The Voice Tour'11, som besökte ett 10-tal orter och som sändes i Vakna Med The Voice på Kanal 5 år 2011. 2012 lämnade Voght The Voice för att börja som marknadschef på NRJ och  Rix FM. Idag[när?] är Sebastian Voght, Deputy Marketing Director, på Viaplay Group Radio, där han framförallt ansvarar för marknadsföringen av det nationella radionätverket Rix FM.

## Artist och musikproducent
Som producent har Voght utmärkt sig med flera remixers, åt bland andra Darin, Jessica Folcker, Lena Philipson, Frans, Anders Fernette, Lazee, DeDe Lopez, Phasio, Ben Mitcus, Dario, The Rasmus,The Attic med flera.
The Rasmus största hit "In The Shodows" dance remix blev en internationell framgång och toppade flera dj-listor och hamnade på flera samlingsalbum. Remixen producerades tillsammans med Olle Cornéer och Stefan Engblom som senare bildade duon, Dada Life.
Vid en webbomröstning 2003 utsågs Sebastian Voght till Sveriges bästa DJ och kom på tredje plats i kategorin bästa dj:n i Norden.
Genom åren har Sebastian Voght dj:at tillsammans med internationella DJ's som Ferry Corsten, Paul Oakenfold, Darude, Safri Duo, Nause mm
DJ's som gästat Sebastian Voght's DJ-shower har bl a varit Roger Sanchez, Eric Morillo, Armin Van Buren, Paul Van Dyk, Judge Jules, Danny Rampling, David Guetta med flera.